# Sharon Small
Sharon Small (Glasgow, 1º gennaio 1967) è un'attrice scozzese, nota principalmente per l'interpretazione del ruolo del Sergente Barbara Havers nella serie della BBC Inspector Lynley Mysteries.

## Biografia
Nata nel quartiere di Drumchapel nel 1967, l'attrice è la più grande di cinque figli. Ha frequentato la scuola elementare Kinghorn Primary School, dove è stata reginetta del gala nel suo ultimo anno. Successivamente ha frequentato la scuola superiore Balwearie High School a Kirkcaldy. Small ha iniziato a studiare arte drammatica allo Adam Smith College di Kirkcaldy, che vanta tra i suoi ex alunni anche Ewan McGregor e Dougray Scott. Dopo la laurea si è trasferita a Londra per studiare arte drammatica alla Mountview Academy of Theatre Arts, dalla quale si è diplomata nel 1989.

## Carriera

### Cinema
| Anno | Titolo                   | Personaggio   | Produzione         | Premio                                     |
| ---- | ------------------------ | ------------- | ------------------ | ------------------------------------------ |
| 1997 | Bumping the Odds         | Terry         | -                  | Edinburgh Film Festival, "Miglior Attrice" |
| 1997 | Bite                     | Alison        | -                  | -                                          |
| 1998 | Driven                   | Caroline Hall | Dandelion Films    | -                                          |
| 2002 | About a Boy - Un ragazzo | Christine     | -                  | -                                          |
| 2004 | Dear Frankie             | Marie         | Universal Studios  | -                                          |
| 2004 | Belly Button             | Kika          | Satellite Pictures | -                                          |
| 2009 | Pop Art cortometraggio   | -             | Forward Films      |                                            |

### Televisione
| Anno      | Titolo                                      | Personaggio               | Produzione                                                                                       | Note                                                        |
| --------- | ------------------------------------------- | ------------------------- | ------------------------------------------------------------------------------------------------ | ----------------------------------------------------------- |
| 1994      | Taggart                                     | Michelle Gibson           | SMG Productions                                                                                  | 1 episodio                                                  |
| 1996      | Doctor Finlay                               | Irene Gallagher           | -                                                                                                | 1 episodio                                                  |
| 1997      | Metropolitan Police                         | Gina Nash                 | ITV                                                                                              | -                                                           |
| 1997      | Hamish Macbeth                              | Agente Anne Patterson     | -                                                                                                | 1 episodio                                                  |
| 1997      | No Child of Mine                            | Linda                     | -                                                                                                | -                                                           |
| 1999–2000 | Sunburn                                     | Carol Simpson             | -                                                                                                | 14 episodi                                                  |
| 2000      | Glasgow Kiss                                | Cara Rossi                | -                                                                                                | 6 episodi                                                   |
| 2003      | Cutting It                                  | Boo Wiberley              | -                                                                                                | -                                                           |
| 2001–2007 | Inspector Lynley Mysteries                  | Sergente Barbara Havers   | -                                                                                                | Golden Satellite Award, "Attrice Più Popolare" (nomination) |
| 2005      | Sogno di una notte di mezza estate          | Titania                   | BBC Shakespeare Retold                                                                           | -                                                           |
| 2006      | Rebus                                       | Miranda Masterson         | -                                                                                                | -                                                           |
| 2007      | Nina and the Neurons                        | Bud il Neurone del Gusto  | -                                                                                                | 7 episodi                                                   |
| 2009      | Murderland                                  | Dottoressa Laura Maitland | ITV                                                                                              | 3 episodi                                                   |
| 2008–2010 | Amanti                                      | Trudi Malloy              | BBC                                                                                              | -                                                           |
| 2010      | Miss Marple                                 | Mary Pritchard            | Adattamento della ITV di Miss Marple: il geranio azzurro, messo in onda negli Stati Uniti su PBS | -                                                           |
| 2011      | Downton Abbey                               | Marigold Shore            | -                                                                                                | 1 episodio                                                  |
| 2012      | Kidnap and Ransom                           | Beth Cooper               | ITV                                                                                              | 3 episodi                                                   |
| 2012      | New Tricks - Nuove tracce per vecchie volpi | Minnie/Annabel Tilson     | BBC                                                                                              | 1 episodio                                                  |
| 2013      | Testimoni silenziosi                        | Geraldine Briggs          | BBC                                                                                              | 2 episodi                                                   |
| 2013      | Call the Midwife                            | Nora Harding              | BBC                                                                                              | 1 episodio                                                  |

### Teatro
L'attrice è apparsa in un totale di 35 messe in scena, tra i seguenti spettacoli:
| Anno | Titolo                                 | Personaggio     | Produzione               |
| ---- | -------------------------------------- | --------------- | ------------------------ |
| 1994 | L'opera da tre soldi di Bertolt Brecht | Polly           | London Donmar Theatre    |
| 1996 | The Nun                                | -               | Greenwich Studio Theatre |
| 1998 | London Cuckolds di Edward Ravencroft   | -               | Royal National Theatre   |
| 2004 | Harry, ti presento Sally...            | Marie           | Haymarket Theatre        |
| 2005 | Lear di Edward Bond                    | Fortanelle      | Crucible Theatre         |
| 2009 | Life Is A Dream                        | Estrella        | Donmar Warehouse         |
| 2010 | Spur of the Moment di Anya Reiss       | Vicky Evans     | Royal Court Theatre      |
| 2010 | Men Should Weep di Ena Lamont Stewart  | Maggie Morrison | National Theatre         |

### Radio
| Titolo                                     | Personaggio      |
| ------------------------------------------ | ---------------- |
| At The Foot Of The Cross                   | Narratrice       |
| High Table, Lower Orders                   | Zoe              |
| Dr. Finlay - The Adventures Of A Black Bag | Infermiera Angus |
| Angel                                      | Lorraine         |
| The Order of Release                       | Effie Ruskin     |

## Premi e onorificenze
- 2008 TV Choice Awards - "Miglior Attrice" - Nomination
- 2007 Golden Satellite Awards - "Miglior Attrice" - Nomination (per Inspector Lynley Mysteries)
- 1997 Edinburgh Film Festival - "Miglior Attrice" - Vinto (per Bumping the Odds)